# Nicolas Joseph Loëdon de Keromen
Nicolas Joseph Loëden de Keromen est un prêtre catholique et homme politique français né le 29 octobre 1735 à Quimper et mort le 26 mai 1796 à Talavera.

## Biographie
Fils de Nicolas Loëdon, sieur de Keromen, conseiller du roi, consignataire de Concarneau, procureur au présidial et miseur de la communauté de la ville de Quimper, et de Marie-Joseph Morice, il entre dans les ordres, et est nommé recteur de Gourin (1772).
Le 25 avril 1789, le clergé de la sénéchaussée de Quimper et Concarneau l'élut député suppléant aux États généraux, où il est appelé à siéger dès le début, en remplacement de l'abbé Guillaume Hervé non-acceptant.
Loëdon de Keromen est des premiers à se réunir au tiers état ; mais la question des biens de l'Église refroidit son enthousiasme ; il signe la protestation d'avril 1790, et l' « Exposition des principes » d'octobre suivant. Il prête pourtant, le 3 janvier 1791, le serment civique ; mais, dès le 5, il rétracte son serment et signe, la lettre adressée dans le même but par plusieurs de ses confrères au président de la Constituante.
Déporté en Espagne (1792), il se fixe à Bilbao, puis à Gones, où il a, écrit-il le 8 septembre 1793, « peu d'agrément et beaucoup d'incommodités. Les Messieurs prêtres du pays nous plaignent, mais voilà où se borne leur charité ; nous n'en avons reçu aucune politesse. Je ne compte pas y demeurer longtemps et avant que vous ayez reçu ma lettre, je serai probablement de retour à Bilbao, où j'aurai ma pension chez mon ancienne hôtesse, à vingt-cinq sous. »

## Sources
- Dictionnaire des parlementaires français de 1789 à 1889 (Adolphe Robert et Gaston Cougny)